# Cabo Aramayo
Cabo Aramayo ist ein Kap nordöstlich der Berkner-Insel am Rand des antarktischen Filchner-Ronne-Schelfeises im Weddell-Meer. Es begrenzt nordöstlich die Einfahrt zur Gould Bay.
Argentinische Wissenschaftler benannten das Kap 1958 nach Luis Miguel Aramayo, der am 16. September 1955 beim Staatsstreich gegen den argentinischen Präsidenten Juan Perón ums Leben gekommen war.